# A. Kitman Ho
Alexander Kitman Ho (Hong Kong, ...) è un produttore cinematografico hongkonghese naturalizzato statunitense.

## Biografia
Stretto collaboratore di Oliver Stone, che conosceva dai tempi de L'anno del dragone (1985), ha prodotto tutti i suoi film da Platoon (1986) a Tra cielo e terra (1993), risultando «spesso fondamentale» per la sua capacità di «ottenere il massimo da un budget dato [...] risparmiando il più possibile spese alla produzione». Fondatore della casa di produzione Miracle Pictures, è stato candidato all'Oscar al miglior film nel 1990 per Nato il quattro luglio e nel 1992 per JFK - Un caso ancora aperto.

## Filmografia
- The Loveless, regia di Kathryn Bigelow e Monty Montgomery (1981)
- Too Scared to Scream, regia di Tony Lo Bianco (1984) - produttore associato
- Platoon, regia di Oliver Stone (1986) - co-produttore
- Wall Street, regia di Oliver Stone (1987) - co-produttore
- Talk Radio, regia di Oliver Stone (1988)
- Nato il quattro luglio (Born on the Fourth of July), regia di Oliver Stone (1989)
- The Doors, regia di Oliver Stone (1991)
- JFK - Un caso ancora aperto (JFK), regia di Oliver Stone (1991)
- Tra cielo e terra (Heaven & Earth), regia di Oliver Stone (1993)
- Sfida tra i ghiacci (On Deadly Ground), regia di Steven Seagal (1994)
- Spiriti nelle tenebre (The Ghost and the Darkness), regia di Stephen Hopkins (1996)
- Bangkok, senza ritorno (Brokedown Palace), regia di Jonathan Kaplan (1999) - produttore esecutivo
- Il mistero dell'acqua (The Weight of Water), regia di Kathryn Bigelow (2000)
- Alì (Ali), regia di Michael Mann (2001)
- Hotel Rwanda, regia di Terry George (2004)
- Reservation Road, regia di Terry George (2007)